# Maritime Maisie
Die Maritime Maisie ist ein Produktentanker, der im Dezember 2013 nach einer Kollision vor Busan in Brand geriet.

## Geschichte
Das Schiff wurde 2003 auf der Dalian-Werft in Dalian im Auftrag der Reederei Virtue Maritime in Hongkong gebaut. Das unter Hongkong-Flagge in Fahrt gesetzte Schiff wurde noch im Jahr der Ablieferung auf die Hongkonger Gesellschaft Maisie Navigation umgetragen. Das Management lag anfangs bei der IMC Shipping Company, ab 2005 bei V.Ships Asia und seit 2007 bei MSI Ship Management aus Singapur. Eingesetzt wird das Schiff durch die zu IMC gehörige Reederei Aurora Tankers, die 2008 für den Betrieb ihrer Tanker vom U.S. Department of Homeland Security die Sicherheitsauszeichnung Quality Shipping for the 21st century erhielt.

### Kollision und Brand vor Busan
Im Dezember 2013 befand sich die Maritime Maisie auf einer Reise mit etwa 30.000 Tonnen Acrylnitril und Para-Xylol von Ningbo nach Busan. Um 02:15 Uhr des 29. Dezember kollidierte der Tanker etwa 9,2 Seemeilen vor dem Zielhafen Busan mit dem bei Hyundai Mipo Dockyard neu gebauten Autotransporter Gravity Highway, der eine Werftprobefahrt durchführte. Die Maritime Maisie wurde etwa mittschiffs an ihrer Backbordseite getroffen, wobei die Tanks 4 und 5 durch den Zusammenstoß aufbrachen und das Schiff in Brand geriet. Der Autotransporter wurde nach dem Abbergen der Besatzung und des an Bord befindlichen Werftpersonals zurück nach Busan eingeschleppt. Das Feuer auf dem Tanker, dessen Besatzung ebenfalls geborgen wurde, konnte erst nach 19 Tagen gelöscht werden, wobei rund 4000 Tonnen der Ladung verbrannten. Das Bergungsunternehmen Nippon Salvage, mit dem die Schiffseigner ein Bergungsvertrag nach Lloyd’s Open Form abgeschlossen hat, konnte nach dem Löschen des Brandes eine Schleppverbindung mit dem Tanker herstellen. Obwohl bei einer Wetterverschlechterung oder einer längeren Schleppreise aufgrund der geschwächten Struktur des stark beschädigten Schiffs eine große Gefahr des Auseinanderbrechens bestand und die an Bord verbliebenen 26.000 Tonnen Chemikalien sowie 640 Tonnen Treibstoff im Fall des Sinkens eine große Umweltgefahr darstellten, verweigerten sowohl Südkorea, als auch Japan dem Havaristen das Anlaufen eines Nothafens in ihrem Hoheitsgebiet.
Ende April 2014 erlaubten südkoreanische Behörden dem Schiff, den Hafen Ulsan anzulaufen. Dort angekommen wurde untersucht, wie die Restladung zu löschen und ob das Schiff zu reparieren sei.

## Technik
Aufbauten und Maschinenanlage des Tankers sind achtern angeordnet. Der Antrieb des Schiffes bestand aus einem Zweitakt-Dieselmotor.